# Алин Поток
Алин Поток је насеље у Србији у општини Чајетина у Златиборском округу. Према попису из 2022. било је 132 становника.

## Географија
Алин Поток се налази на југоисточном делу златиборске висоравни. Удаљено је тридесетак километара јужно од Ужица, а десетак-петнаест километара југоисточно од туристичког насеља Златибор. Наткриљено је са југозапада венцем Чиготе (1422 m). У селу се издвајају три врха: Крст (1060 м), Бојиште (1070 m) и Чумски врх (1090 m). Кроз атар села протиче река Катушница која извире испод Јединог бора а улива се у Велики Рзав. Име је добила по катунима којих је у њеном сливу било у средњем веку и тада се звала Катуништица. У селу извире речица Приштавица која то име добија пошто прође кроз познату Терзића пећину.
Кроз центар села прилази асфалтни пут Златибор–Сирогојно. Тим путем је село повезано и са општинским седиштем у Чајетини. Место Збориште дели село на два скоро једнака дела. Ту се налазе школа, продавница (отворена 1945) а у новије време и кафана.
Основна школа „Јосип Терзић” Алин Поток подигнута је 1922. а почела са радом 1923. Село је елктрифицирано 1959. Стари макадамски пут за Чајетину изграђен 1959. а асфалтиран је 1978. године. Скоро сва домаћинства су прикључена на водоводну мрежу. Од 1996. већи део села има телефонску везу.
Од формирања до укидања срезова, Алин Поток је стално био у саставу Златиборског среза. Од 1839. од када постоје општине као административно-територијалне јединице па до краја Другог светског рата, Алин Поток са селом Рожанством чини једну општину са седиштем у Рожанству. Сада је месна заједница општине Чајетине.

## Историја
Село се под садашњим именом први пут помиње 1812. године. Вероватно је село, или само његов део, у турско доба било чифлук (читлук), а не спахилук, неког Алије по коме је добило име. Основано се претпоставља да се у прошлости звало Збориштица (или Зборишница). Садашњи централни део села са називом Збориште на то нас упућује.
Најстарија фамилија у Алину Потоку и једна од најстаријих златиборских породица су Дабићи. Још од почетка 19. века, а можда и од раније, постоји још 13 фамилија. То су: Његошевићи, Лазовићи, Терзићи, Милаћевићи, Грујичићи, Чумићи, Стојановићи, Лазаревићи, Марковићи, Николићи, Лекићи и Савичићи.
Овде је живео Бранко Његошевић, носилац Карађорђеве звезде са мачевима.

## Привреда
Основно занимање становништва је сточарство и земљорадња. Алинчани су били познати као добри мајстори за обраду дрвета (израда кревета, столова, качица за сир и кајмак и сл) и већег броја пољопривредних алата. Село је веома је погодно за развој сеоског туризма.

## Демографија
У насељу Алин Поток живи 220 пунолетних становника, а просечна старост становништва износи 51,5 година (49,4 код мушкараца и 53,6 код жена). У насељу има 92 домаћинства, а просечан број чланова по домаћинству је 2,65.
Ово насеље је у потпуности насељено Србима (према попису из 2002. године), а у последња три пописа, примећен је пад у броју становника (као и у осталим селима златиборског краја).
По првом познатом попису из 1818. Алин Поток је имао 13 домаћинстава са око 90-100 становника. Од тада се број становника села уз повремене осцилације стално повећавао и највећи број је достигнут половином двадесетог века. По попису из 1953. у селу је било 712 становника у 118 домаћинстава, тј. просечно 6 чланова по домаћинству.
Исељавање из села траје од друге половине 19. века, а најинтензивније је било почетком друге половине 20. века.
|  |

| Демографија | Демографија | Демографија |
| Година      | Становника  | Становника  |
| ----------- | ----------- | ----------- |
| 1948.       | 683         |             |
| 1953.       | 712         |             |
| 1961.       | 701         |             |
| 1971.       | 527         |             |
| 1981.       | 440         |             |
| 1991.       | 327         | 326         |
| 2002.       | 244         | 245         |
| 2011.       | 190         |             |

| Етнички састав према попису из 2002.‍ | Етнички састав према попису из 2002.‍ | Етнички састав према попису из 2002.‍ | Етнички састав према попису из 2002.‍ | Етнички састав према попису из 2002.‍ |
| ------------------------------------ | ------------------------------------ | ------------------------------------ | ------------------------------------ | ------------------------------------ |
|                                      |                                      |                                      |                                      |                                      |
| Срби                                 | Срби                                 |                                      | 244                                  | 100,0%                               |
| непознато                            | непознато                            |                                      | 0                                    | 0,0%                                 |

| \| \| м \| \| \| ж \| \| ? \| 0 \| \| \| 0 \| \| 80+ \| 3 \| \| \| 8 \| \| 75—79 \| 10 \| \| \| 8 \| \| 70—74 \| 14 \| \| \| 21 \| \| 65—69 \| 12 \| \| \| 19 \| \| 60—64 \| 8 \| \| \| 11 \| \| 55—59 \| 8 \| \| \| 5 \| \| 50—54 \| 7 \| \| \| 4 \| \| 45—49 \| 9 \| \| \| 7 \| \| 40—44 \| 9 \| \| \| 7 \| \| 35—39 \| 8 \| \| \| 3 \| \| 30—34 \| 7 \| \| \| 4 \| \| 25—29 \| 8 \| \| \| 3 \| \| 20—24 \| 2 \| \| \| 9 \| \| 15—19 \| 5 \| \| \| 7 \| \| 10—14 \| 2 \| \| \| 5 \| \| 5—9 \| 5 \| \| \| 1 \| \| 0—4 \| 3 \| \| \| 2 \| \| Просек : \| 49,4 \| \| \| 53,6 \| |      |  |  |      |
| |      |  |  |      |
| | м    |  |  | ж    |
| ? | 0    |  |  | 0    |
| 80+ | 3    |  |  | 8    |
| 75—79 | 10   |  |  | 8    |
| 70—74 | 14   |  |  | 21   |
| 65—69 | 12   |  |  | 19   |
| 60—64 | 8    |  |  | 11   |
| 55—59 | 8    |  |  | 5    |
| 50—54 | 7    |  |  | 4    |
| 45—49 | 9    |  |  | 7    |
| 40—44 | 9    |  |  | 7    |
| 35—39 | 8    |  |  | 3    |
| 30—34 | 7    |  |  | 4    |
| 25—29 | 8    |  |  | 3    |
| 20—24 | 2    |  |  | 9    |
| 15—19 | 5    |  |  | 7    |
| 10—14 | 2    |  |  | 5    |
| 5—9 | 5    |  |  | 1    |
| 0—4 | 3    |  |  | 2    |
| Просек : | 49,4 |  |  | 53,6 |

| Година пописа     | 1948. | 1953. | 1961. | 1971. | 1981. | 1991. | 2002. |
| ----------------- | ----- | ----- | ----- | ----- | ----- | ----- | ----- |
| Број домаћинстава | 109   | 118   | 128   | 123   | 121   | 105   | 92    |

| Број чланова      | 1  | 2  | 3  | 4 | 5 | 6 | 7 | 8 | 9 | 10 и више | Просек |
| ----------------- | -- | -- | -- | - | - | - | - | - | - | --------- | ------ |
| Број домаћинстава | 22 | 37 | 10 | 8 | 5 | 9 | 1 | 0 | 0 | 0         | 2,65   |

| Пол    | Укупно | Неожењен/Неудата | Ожењен/Удата | Удовац/Удовица | Разведен/Разведена | Непознато |
| ------ | ------ | ---------------- | ------------ | -------------- | ------------------ | --------- |
| Мушки  | 110    | 36               | 62           | 7              | 4                  | 1         |
| Женски | 116    | 20               | 60           | 35             | 1                  | 0         |
| УКУПНО | 226    | 56               | 122          | 42             | 5                  | 1         |

| Пол    | Укупно                    | Пољопривреда, лов и шумарство | Рибарство                            | Вађење руде и камена | Прерађивачка индустрија       |
| ------ | ------------------------- | ----------------------------- | ------------------------------------ | -------------------- | ----------------------------- |
| Мушки  | 52                        | 27                            | 0                                    | 0                    | 12                            |
| Женски | 21                        | 13                            | 0                                    | 0                    | 3                             |
| Укупно | 73                        | 40                            | 0                                    | 0                    | 15                            |
|        |                           |                               |                                      |                      |                               |
| Пол    | Производња и снабдевање   | Грађевинарство                | Трговина                             | Хотели и ресторани   | Саобраћај, складиштење и везе |
| Мушки  | 2                         | 4                             | 5                                    | 0                    | 1                             |
| Женски | 0                         | 0                             | 1                                    | 1                    | 0                             |
| Укупно | 2                         | 4                             | 6                                    | 1                    | 1                             |
|        |                           |                               |                                      |                      |                               |
| Пол    | Финансијско посредовање   | Некретнине                    | Државна управа и одбрана             | Образовање           | Здравствени и социјални рад   |
| Мушки  | 0                         | 0                             | 1                                    | 0                    | 0                             |
| Женски | 0                         | 0                             | 0                                    | 2                    | 1                             |
| Укупно | 0                         | 0                             | 1                                    | 2                    | 1                             |
|        |                           |                               |                                      |                      |                               |
| Пол    | Остале услужне активности | Приватна домаћинства          | Екстериторијалне организације и тела | Непознато            | Непознато                     |
| Мушки  | 0                         | 0                             | 0                                    | 0                    | 0                             |
| Женски | 0                         | 0                             | 0                                    | 0                    | 0                             |
| Укупно | 0                         | 0                             | 0                                    | 0                    | 0                             |

О селу су написане две хронике-родослова и два романа чија се радња делимично одиграва у овом селу:
- Грујичић Живорад-Живко: Алин Поток, село под Чиготом, Чајетина, 1998.
- Дабић Б. Миодраг: Дабићи из Алина Потока, Златибор, 2004.
- Савичић Станка: Плачи, небо, уместо мене, Чачак, 2001.
- Савичић Станка: Лена, Београд, 2003.

Аутори ових књига су рођени у Алином Потоку.